# 夫婦同姓
夫婦同姓（ふうふどうせい）、または夫婦同氏（ふうふどうし/ふうふどううじ）は、夫婦が結婚の合意により共に夫または妻の氏を称する制度。日本においては民法第750条に規定される。

## 解説
日本では法律上、家名（ファミリーネーム）を「氏（うじ）」とし、結婚した夫婦は同じ氏を名乗ることとされており、夫または妻のいずれかが結婚相手である配偶者の姓に改姓しなければならない。現状として2023年（令和5年）に婚姻届を提出した474,741組の夫婦の内、妻が夫の姓に改姓した夫婦が448,397組で全体の94.5%を占め、夫が妻の姓に改姓した夫婦が26,344組で全体の5.5%を占めた。
夫婦同姓には近親相姦を防止し、神に宣誓して結婚した二人の間に誕生した嫡出子の権利を保護し、父親に認知されていない非嫡出子と区別するという目的をもってキリスト教文化圏の女性が結婚するとファミリーネームの中に入って夫婦同姓としたという文化的背景がある。
明治政府は当初、伝統的儒教規範に準拠して封建制度を墨守するために当初はあくまで「夫婦別姓」を指向していた。しかし、民間からの要請と、家制度の強化により近代化の足掛かりを得ようとするモダニズムの流れと欧米の姓氏制度（ファミリーネーム）を見習うという欧化主義の流れが合流して夫婦同姓は明治民法典に組み込まれ日本社会に定着していった。
夫婦同姓は明治31年（1898）の旧民法において「戸主及ヒ家族ハ其家ノ氏ヲ称ス」と同じ家の者は同じ氏を称することが定められ、のちに日本国憲法の成立を受けた昭和22年（1947）の民法改正により、夫婦同姓制度は維持されたものの男女平等の理念に従って「夫又は妻の氏を称する」と民法第750条に新たに規定された。日本では、近代以来の長期間にわたり疑われることのない社会規範とされてきている。
民法第750条は戦後の連合国軍占領下での日本国憲法制定とそれに伴う昭和22年の民法改正で世界で最も民主的な婚姻制度と規定され、夫婦の氏も世界で初めて完全な平等性を実現したものであった。
民法第750条は個人を主体とし、夫側の姓も妻側の姓のどちらを名乗ってもよいことになっており男女平等の制度となっている。夫婦同姓は夫あるいは妻のどちらかの姓を用いることも自由という平等な考え方が立法の趣旨であり、両者の話し合いにより男女どちらかの姓を選べばよく夫婦別姓よりも現民法の夫婦同姓の方が男女平等であり、「機会の平等」尊重の姿勢が貫かれているという。
現行法の夫婦の一体性は外形的には民法第752条の同居相互扶助協力義務、精神的には民法第750条の夫婦同姓とそれに伴う民法第725条の疑似血族ないし擬制血族において結婚すれば擬制血族として親族となるとする結婚の効力を認める制度であり、それは第四編の一章総則規定に親族の範囲として入れてあり、結婚の効力として「親族関係の成立」が認められ、その法定血族を表すものが夫婦同姓であるとされる。
民法が配偶者の死亡による相続分も二分の一を認めていることは夫婦が一体となって財産を増やしたと考えられるからこそ認められるものでるとされる。別姓夫婦の場合は各自の収入は特有財産で生活費は平等負担となることから、相互に特有財産の相続分を請求する根拠はなくなる。
諸外国の例を見ても制度あるいは慣習として夫婦別姓を認める国で配偶者に二分の一を認める例はない。
また現行民法では一夫一婦制による法律婚主義を採用し、家族共同体の呼称として同一の氏を称し、夫婦の同居相互扶助義務、守操義務、重婚及び堕胎の禁止、嫡出子の法定相続の優遇などを血縁共同体の家族を正規に届けられた婚姻に基づく家族関係を社会生活の最小単位として定めた家族像である。夫婦別姓はこの家族を解体するものであるとする見解もある。
近年になり選択的夫婦別姓（夫婦別氏）制度導入の是非や旧姓の通称使用の拡大や法制化が議論されるようになってきている。
現在の夫婦同姓を夫婦別姓へと制度変更を行えば、正規の結婚と事実婚の区別ができにくくなり、結婚制度そのものが破壊されるという危惧や、
別姓夫婦の間に誕生した子供の姓をどうするのか（父または母の姓と子供の姓が違うものになる）という問題や夫婦や親子、家族の一体感が喪失して家庭が破壊されかねないといった危惧も指摘されている。

## 経緯
日本の近世の親族法においては武家法と庶民法の分離が見られ、武士は超世代的な連続性をもった同姓の同族・同名・一門・一族・一家・一類と称する父系血族集団の中で本家、末家（分家）を構成しており、家の代表者である当主が広範囲に及ぶ家内統制の権限と責任を有していた。
明治時代になると、江戸時代の身分制から地域別編成を原理とする戸籍法が整備されるようになり、これに関連して苗字・氏の制度と一夫一婦制度が近代法の制度として確立された。
明治3年（1870）9月19日、太政官第608号布告により平民に氏が許可された。
明治5年（1872）8月25日、太政官第235号布告においては氏の原則改称ができないことが定められ、明治8年（1875）2月13日太政官第22号布告では「苗字」の使用が義務とされ、不明な場合には新たに設けることを規定した。
明治8年（1875）12月9日、太政官第209号達では婚姻や養子縁組、離婚、離縁は「戸籍ニ登記セサル内ハ其効ナキ者ト看做ス」という法律婚主義が採用されたが、実際には戦前から戦後にかけて内縁、事実婚関係が多く見られ、これに法的保護を与えるか否かの議論も行われていた。
このような戸籍制度の整備の中で内務省は婦女の結婚を婿養子と同じとみなし夫家の苗字を称すべきとの照会を太政官に出したが、これに対して、
明治9年（1876）3月17日太政官第15指令では「婦女人ニ嫁スルモ仍ホ所生ノ氏ヲ用ユ可キ事」という夫婦別姓が一旦定められた。これは江戸時代以前の武士や豪農などで行われていた妻はその家の氏（姓）を名乗れないという慣習が背景にあったと言われている。
しかし、武士法に依拠する制度に対して庶民の夫婦は居住している地名などを事実上の「氏」として自然な形で同氏（同姓）を名乗っていたので、武士法を基準にした夫婦別姓という発想自体が庶民にはなくまったくなじめなかったと言われている。このような庶民の生活実態とのズレにより地方から政府への制度への違和感の訴えが起こされ、東京府でも明治22年（1889）に「凡ソ民間普通ノ慣例ニ依レバ婦ハ夫ノ氏ヲ称シ、其生家ノ氏ヲ称スル者ハ、極メテ僅々」との報告が記されているという。
宮崎県でも「婦女嫁スルモ仍ホ生家ノ氏ヲ用フベキ旨、嘗テ石川県伺御指令モ有之候処、嫁家ノ氏ヲ称スルハ地方一般ノ慣行ニシテ、財産其他公私ノ取扱上ニ於テモ大イニ便益を覚候ニ付、嫁家戸主トナル者ノ外ト雖モ必ズシモ生家ノ氏ヲ称セザルモ、便宜ニ任セ嫁家ノ氏ヲ称スルハ不苦義ニ候哉」（宮崎県伺、明治22年12月27日）とあり、明治22年には夫婦同姓が国民の間で一般的になっていたことが判明している。
明治民法制定前には欧米近代国家の民法研究が『コードナポレオン』を中心に行われた。その解説書が『仏国民法釈要』（律書館、明治16年）であり、当時最新の民法参考書であり、準政府刊行物として相当な影響力をもっていたが、それによれば「婦ハ夫ニ従フモノナレバ」、「婚姻シタル婦ハ夫ノ家ヲ以テ其住所トシテ」とあるように明治民法の父権、夫権は当時世界最先端の『コードナポレオン』から導入されたものであったと見られる。
以上のような経緯により明治31年（1898）の民法成立時には夫婦は家を同じくすることにより同じ氏を称することができるとされる夫婦同氏制が成立した。民法第725条において親族に三親等内の姻族が含まれ、血縁関係のない者が婚姻による同姓を名乗ることの論理的根拠が規定された（夫婦同姓）。
旧民法第746条には「戸主及ヒ家族ハ其家ノ氏ヲ称ス」と規定されていた。民法における氏は「家」の名であり、個人はすべて各自の家に帰属し、戸籍を介して行政的にも把握された。
また「妻ハ婚姻ニ因リテ夫ノ家ニ入ル」（第788条1項）、「入夫及ヒ婿養子ハ妻ノ家ニ入ル」（第788条2項）と規定し、妻は夫の氏を称すること、婿は妻の氏を称することが規定されていた。
当時、法典調査会の委員であった法学者の奥田義人も日本には「人ノ妻トナリテ他家ニ入リタル後モ、尚、生家ノ氏ヲ称スル慣習アリ」と夫婦別姓の慣習が武士階級等にあったことを認めながらも時代の要請に応じて夫婦同姓原則が成立したことを述べている。
第二次世界大戦敗戦後、日本国憲法が制定されると日本国憲法第24条の個人の尊厳と両性の本質的平等の方針に沿って昭和22年(1947）に民法の改正が行われ、戸主の制度は廃止され、戸主を中心とした家族制度（家父長制）はこの時に廃止された。家族は親族共同生活の現実に即して新たに規律され直されることとなった。夫婦同氏制についても制度は維持しつつも、男女平等の理念に沿って、「夫婦の合意により夫または妻の氏を称することができる」とされ民法750条に規定されるところとなった。
当初の政府案では「夫婦ハ共ニ夫ノ姓ヲ称ス」という案であったものをＧＨＱ司令部からの示唆により「夫の氏ということが、両性の平等に反するじゃないかということで、結局『夫又は妻』になった」（我妻編 1956:131)という経緯により現在の民法750条が成立したという。
一方、戦後においてもお互いの姓が異なる内縁、事実婚の夫婦は多くみられ、保守政党の自由党が事実婚主義による民法改正案を出したり、同じく自由党婦人部が「あるがままの男女平等」を求める事実婚主義を提唱していたが、1947年の民法改正による「家族の民主化」を進めるリベラル・革新勢力により夫婦・家族の事実婚主義は前近代的とされて排斥されていった。
このように明治以前の氏姓についてはさまざまな議論があり、夫婦同姓が日本の伝統か伝統でないかという議論についても、夫婦別姓の推進者は「たかだか100年程度の歴史しかない」ということに対し、夫婦同氏（夫婦同姓）の維持の賛成者側からは「伝統としてすでに国民の間に定着している」という反論がなされている。

### 選択的夫婦別姓導入の是非
1996(平成8）年に法務省の法制審議会は選択的夫婦別姓制度の導入をはじめとする民法親族相続の「改正案」を長尾立子法務大臣（第1次橋本内閣）に答申したが、国民から反対意見が起こり法案の国会上程さえかなわずに改正は見送られた。 当時、国会の法務委員会理事を十数年務めていた太田誠一は夫婦別姓について知らされたのは1995（平成7）年の暮れだったといい、法制審議会の中のみで審議され立法を実現しようとしていた経緯を官僚独裁であると批判し、議論は尽くされていないと証言している。 当時、夫婦別姓の旗手であり、広告塔的役割を果たしていたのは福島瑞穂弁護士であり、福島とともにNHK衛星テレビ討論会に出演した田嶋陽子は「夫婦別姓制度は結婚制度廃止の前段階だ」と発言したという。

## 判例
最高裁判所は夫婦同氏（夫婦同姓）制度について平成27年（2015）12月と令和3年（2021）6月の二度にわたり、民法第750条に規定される本制度や戸籍法は日本国憲法に違反しないとの判決が下されている。より具体的には夫婦同氏制（夫婦同姓）を定める民法第750条は憲法第13条には違反しないこと、民法第750条は憲法第14条一項には違反しないこと、民法第750条は憲法24条一項および二項に違反しないとの判決が出されている。
平成27年(2015)12月最高裁大法廷においては夫婦同氏制について「明治31年に我が国の法制度として採用され、我が国の社会に定着してきたものである」とその伝統性を認めつつ、「氏は家族の呼称としての意義あるところ、現行の民法においても、家族は社会の自然かつ基礎的な集団単位と捉えられ、その呼称を一つに定めることには合理性が認められる」との評価と「夫婦が同一の氏を称することは、上記家族という一つの集団を構成する一員であることを、対外的に公示し、識別する機能を有している。特に婚姻の重要な効果として夫婦の子が夫婦の共同親権に服する嫡出子となるということがあるところ、嫡出子であることを示すために子が両親双方と同氏である仕組みを確保することにも一定の意義があると考えられる。」とその機能と意義が評価され、「家族を構成する個人が、同一の氏を称することにより家族という一つの集団を構成する一員であることを実感することに意義を見いだす考え方も理解できることである。」との意義も評価されている。
しかし、本判決で最高裁は「この種の制度の在り方は、国会で論ぜられ、判断されるべき事柄にほかならない」として判決が立法権を侵害することのないよう司法の原則も述べている。

## 世論
夫婦同氏制（夫婦同姓制）に対しては現行の制度を維持すべきという意見に対して、夫婦同一の姓にするか夫婦別々の姓にするかを選択できる選択的夫婦別姓制度を導入することへの意見もある。
令和3年(2021)に内閣府が行った世論調査の結果は、以下のようなものであった。
- 「現在の制度である夫婦同姓制度を維持した方がよい」と回答した者の割合：27.0％
- 「現在の制度である夫婦同姓制度を維持した上で、旧姓の通称使用についての法制度を設けた方がよい」と回答した者の割合：42.2％
- 「選択的夫婦別姓制度を導入した方がよい」と回答した者の割合：28.9％

令和6年(2024)9月に読売新聞が実施した世論調査においても「夫婦は同じ名字とする今の制度を維持する」は20％、「夫婦は同じ名字とする制度を維持しつつ、通称として結婚前の名字を使える機会を拡大する」が47％と最多であり、「法律を改正して、選択的夫婦別姓制度を導入する」は28％であった。

## 国際比較
選択的夫婦別姓の推進を主張する意見には「(強制的)夫婦同姓は世界でも日本だけ」という主張もあるが、実際には各国の制度は複雑で一様ではないと言われている。
大半がヒンドゥー教徒のインドや慣習法の国であるジャマイカでは夫婦同姓であり、イタリアでは夫は元々の姓を維持しつつ妻は夫婦の結合姓を使用するという。アルゼンチンも同様だが、旧姓の通称使用も認められており、フィリピンでは夫の姓に合わせた夫婦同姓で、妻は結合姓も名乗れるという。ドイツは1993年に夫婦別姓を許容したが、原則は夫婦同姓であるという。韓国では姓が「出生の血統」を表し、「父系血統を対外的に表示する」ものであるゆえに夫婦別姓が原則であるという。中国や韓国における夫婦別姓とは封建秩序に準拠する父系出自主義の残滓であるとする見解もある。
以上のように夫婦や親子の姓についてはそれぞれの国の伝統や家族観によって異なっているのが実態という。日本の選択的夫婦別姓案はスウェーデンをモデルとしていると言われているが、実際のスウェーデンは事実婚や同棲が多く、離婚率も5割を超えると言われており、同国が選択的夫婦別姓を導入したのは事実婚による別姓を追認したものとも言われている。